# Vlag van Los Ríos (Ecuador)

Vlag van Los Ríos

De vlag van Los Ríos is een horizontale driekleur bestaande uit de kleurencombinatie groen-wit-groen. De groene kleur symboliseert de vruchtbaarheid van de grond en de witte kleur symboliseert de kalme en vredige geest van de inwoners en de transparantie van het water. In sommige versies wordt het wapen van Los Ríos in de vlag geplaatst.